# Palmar (rijeka)
Palmar je rijeka u Venezueli.
Rijeka Palmar izvire u planinama Serranía del Perijá. U donjem tijeku teče kroz ekoregiju Vlažne šume Catatumba. zatim prolazi kroz ekoregiju Suhe šume Maracaiba, te se ulijeva u jezero Maracaibo.